# Saprosites dynastoides
Saprosites dynastoides är en skalbaggsart som beskrevs av Walker 1858. Saprosites dynastoides ingår i släktet Saprosites och familjen Aphodiidae. Inga underarter finns listade i Catalogue of Life.